# NGC 1207
NGC 1207 est une vaste galaxie spirale intermédiaire (ou barrée ?) située dans la constellation de Persée. Elle a été découverte par l'astronome germano-britannique William Herschel en 1786.

## Caractéristiques
Sa vitesse par rapport au fond diffus cosmologique est de 4 624 ± 14 km/s, ce qui correspond à une distance de Hubble de 68,2 ± 4,8 Mpc (∼222 millions d'al).
À ce jour, trois mesures non basées sur le décalage vers le rouge (redshift) donnent une distance de 64,133 ± 1,115 Mpc (∼209 millions d'al), ce qui est à l'intérieur des valeurs de la distance de Hubble.
On voit plus que le début d'une barre sur l'image de l'étude SDSS, on pourrait même classifier cette galaxie comme une spirale barrée.
La classe de luminosité de NGC 1207 est II et elle présente une large raie HI.
En raison d'une brillance de surface égale à 14,11 mag/am2, on peut qualifier NGC 1207 de galaxie à faible brillance de surface (LSB en anglais pour low surface brightness). Les galaxies LSB sont des galaxies diffuses (D) avec une brillance de surface inférieure de moins d'une magnitude à celle du ciel nocturne ambiant.

## Groupe de NGC 1207
NGC 1207 est la plus grosse et la plus brillante galaxie d'un trio de galaxies qui porte son nom. Les deux autres galaxies du groupe de NGC 1207 sont NGC 1233 et UGC 2604.